# Гайсин, Хасан Назирович
Хаса́н Нази́рович Га́йсин (25 апреля [8 мая] 1908 — 12 августа 1991) — участник Великой Отечественной войны, сержант, командир пулемётного расчёта 700-го стрелкового полка 204-й стрелковой дивизии 51-й армии 1-го Прибалтийского фронта, Герой Советского Союза.

## Биография
Хасан Гайсин родился в 1908 году в деревне Караево (в настоящее время в Куюргазинском районе Башкортостана) в семье крестьянина-башкира. Окончил четыре класса начальной школы в Караеве, после чего пошёл работать. С 1930 по 1942 трудился бригадиром в колхозе им. Молотова Кумертауского района Башкирии.
Призван в РККА 7 января 1942 года. С 20 июля того же года на фронте, в звании сержанта командовал пулемётным расчётом 700-го стрелкового полка 204-й стрелковой дивизии 51-й армии.
Воевал на Калининском, 1-м Прибалтийском, 3-м Белорусском фронтах. В феврале 1943 года в ходе боёв на Воронежском фронте за деревню Верхне-Михайловку огнём своего пулемёта уничтожил значительные (до батальона) силы противника, сорвав все немецкие контратаки. В боях под Витебском уничтожил несколько десятков вражеских солдат. 5 марта 1943 года в боях в Харьковской области командовал 76-мм орудием, отражая вражескую танковую атаку, и подбил один танк. В ночь с 1 на 2 мая 1944 года у деревни Степаньково Витебской области фланговым пулемётным огнём сорвал вражескую разведку боем, уничтожив 13 солдат противника. 24 июня 1944 года, поддерживая огнём станкового пулемёта наступающую пехоту при прорыве обороны противника, за один день уничтожил 40 немецких солдат и офицеров; на следующий день у населённого пункта Суйково Витебской области, отражая контратаку вражеской пехоты при поддержке танков, потерял второго номера из-за ранения, но продолжал вести стрельбу один и за день уничтожил свыше ста солдат противника. В июле и августе 1944 года подавлял пулемётным огнём контратаки противника у литовских деревень Скопишкис и Расчунай, в двух боях уничтожив около 90 вражеских солдат и офицеров. 6 августа принимал участие в танковом десанте у деревни Подскрапишка (Литва), задачей которого был прорыв котла, в который попала 357-я стрелковая дивизия. В ходе операции лично возглавил десантную группу на броне танка, захватил два вражеских 75-мм орудия и, развернув их в сторону противника, 25 снарядами уничтожил 80 немецких солдат и офицеров; восемь солдат противника сам Гайсин в этот день уничтожил автоматным огнём.
В 1944 году вступил в партию. В июне 1944 года награждён медалью «За отвагу» за действия под Витебском, в октябре стал кавалером ордена Славы III степени за бои в Латвии, в ходе которых вначале вёл огонь из пулемёта один, потеряв второго номера, а после выхода пулемёта из строя, уже будучи контужен разрывом снаряда, продолжал вести по противнику автоматный огонь и уничтожил до 15 вражеских солдат. 24 марта 1945 года указом Президиума Верховного Совета СССР Хасану Назаровичу Гайсину присвоено звание Героя Советского Союза.
По окончании войны демобилизован, вернулся в родной колхоз, в дальнейшем работал в Мурапталовском совхозе. Умер в 1991 году, похоронен в деревне Караево. В честь Хасана Гайсина названа улица в деревне Кинья-Абыз (Куюргазинский район Башкортостана). В деревне Караево и селе Ермолаево ему установлены бюсты.

## Награды
- Медаль «Золотая Звезда» Героя Советского Союза (№ 8739) (24.03.1945)[4]
- Орден Ленина
- Орден Отечественной войны I степени (06.04.1985)[8]
- Орден Славы III степени (07.12.1944)[6]
- Медали, в том числе:
  - Медаль «За отвагу» (11.07.1944)[5]
  - Медаль «За победу над Германией в Великой Отечественной войне 1941—1945 гг.»
  - Юбилейная медаль «Двадцать лет Победы в Великой Отечественной войне 1941—1945 гг.»
  - Юбилейная медаль «Тридцать лет Победы в Великой Отечественной войне 1941—1945 гг.»
  - Юбилейная медаль «Сорок лет Победы в Великой Отечественной войне 1941—1945 гг.»